# Jevhenij Pasič
Jevhenij Anatolijovyč Pasič (in ucraino Євгеній Анатолійович Пасіч?; Kam"jans'ke, 13 luglio 1993) è un calciatore ucraino, centrocampista del Vorskla in prestito dal Metalist 1925.

## Carriera
Ha giocato nella prima divisione ucraina.